# 盈透證券
盈透證券（英語：Interactive Brokers LLC），是美國康乃狄克州的一間電子證券交易公司，并为金融业监管局与美国证券投资人保护组织会员，提供股票、期權、期貨、期貨轉換現貨交易（Exchange of Futures for Physicals, EFPs）、期貨期權（Futures options）、外匯市場、共同基金、差價合約等商品服務。交易平台屢獲殊榮，連續10年被巴倫週刊評為美國頂級互聯網券商。